# شارلوت أمالي أميرة الدنمارك
شارلوت أمالي أميرة الدنمارك (بالدنماركية: Charlotte Amalie af Danmark)‏ (6 أكتوبر 1706 - 28 أكتوبر 1782) هي ابنة فريدريك الرابع ملك الدنمارك والملكة لويز.